# Арні Фредеріксберг
Арні Фредеріксберг (фар. Árni Frederiksberg, нар. 13 червня 1992, Сальтенгароа, Фарерські острови) — фарерський футболіст, півзахисник клубу «Клаксвік». Виступав у складі національної збірної Фарерських островів.

## Ігрова кар'єра
Арні Фредеріксберг є вихованцем футбольної школи клубу «НСІ Рунавік». 8 липня 2010 року у матчі Ліги Європи Арні вперше вийшов на поле в основі «Рунавіка». Через місяць футболіст дебютував у першій команді також і в матчах фарерської Прем'єр-ліги. У 2017 році у складі «Рунавіка» Фредеріксберг виграв національний кубок.
У січні 2019 року як вільний агент футболіст перейшов до клубу «Б36 Торсгавн», де провів два сезони. Перед початком сезону 2021 року Арні приєднався до клубу «Клаксвік», у складі якого двічі ставав чемпіоном країни та двічі вигравав Суперкубок Фарер.

### Збірна
11 жовтня 2015 року у товариські грі проти команди Румунії Арні Фредеріксберг дебютував у складі національної збірної Фарерських островів. Найбільш активний період його виступів у збірні припав на Лігу націй сезону 2018/19.

## Титули
НСІ Рунавік
 Переможець Кубка Фарерських островів: 2017
Клаксвік
 Чемпіон Фарерських островів (3): 2021, 2022, 2023
 Переможець Суперкубка Фарерських островів (2): 2022, 2023
Індивідуальні
- Футболіст року на Фарерських островах: 2021[7]